# هامي البكار
هامي البكار (ولد 1981 م)، ممثِّل سوري.

## حياته
وُلد هامي البكَّار في دمشق، بتاريخ الأول من فبراير (شُباط) 1981، وهو ابن الفنانة فدوى محسن. 
بدأ التمثيل في سن صغيرة في مسلسل طرابيش، واشتَهَر بدور (معروف) ابن الإدعشري في مسلسل باب الحارة الجزء الأول، الذي عُرض عام 2006.

## أعماله

### المسلسلات
- قصة شتاء قام بصوت الأستاذ علي.
- وشاء الهوى
- دنيا 2015
- الغربال عام 2014
- أيام الدراسةج2
- رجال العز بدور خليل عام 2011
- أيام الدراسة بدور رامي عام 2011
- الدبور بدور نزار عام 2010
- خالد بن الوليد ج2
- باب الحارة الجزء الأول بدور معروف.
- وشاء الهوى عام 2006
- طرابيش بدور طفل عام 1992

## وصلات خارجية
- هامي البكار على موقع قاعدة بيانات الأفلام العربية